# Công nghệ mô phỏng hình ảnh bằng máy tính

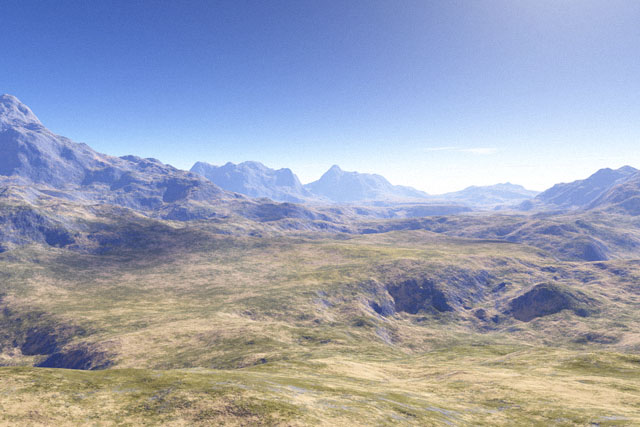
Một ví dụ về bức ảnh phong cảnh tĩnh, giống tự nhiên được mô phỏng bằng máy tính

Công nghệ mô phỏng hình ảnh bằng máy tính (tiếng Anh: computer-generated imagery) (viết tắt là CGI) (đọc là /siːʤiːˈʌɪ/) là một ứng dụng của đồ hoạ máy tính nhằm tạo ra hoặc sửa đổi hình ảnh trong nghệ thuật, sản phẩm truyền thông in ấn, trò chơi điện tử, phim, chương trình truyền hình, sản phẩm thương mại trên truyền hình, và công nghệ mô phỏng. Khung cảnh trực quan này có thể là động hoặc tĩnh, và có thể là dạng hai chiều (2D), mặc dù thuật ngữ "CGI" thường được sử dụng để chỉ đồ hoạ máy tính 3D nhằm tạo ra các cảnh hay hiệu ứng đặc biệt trong phim ảnh và truyền hình. Chúng cũng có thể được sử dụng bởi đối tượng người dùng gia đình và được chỉnh sửa trên các phần mềm như Windows Movie Maker hay iMovie.
Thuật ngữ hoạt hình máy tính (Computer animation) dùng để chỉ công nghệ CGI động vốn tạo ra các sản phẩm như phim ảnh chẳng hạn. Còn thuật ngữ thế giới ảo (virtual world) ám chỉ các môi trường tương tác, dựa trên công nghệ này.
Các phần mềm đồ hoạ máy tính được sử dụng để tạo ra các hình ảnh mô phỏng trên máy tính cho phim, v.v... Sự sẵn có và phổ biến của các phần mềm ứng dụng CGI và tốc độ máy tính ngày càng cao cho phép cá nhân các nghệ sĩ và các công ty nhỏ sản xuất các phim có tính chuyên nghiệp cao, trò chơi điện tử và các sản phẩm nghệ thuật từ chính các máy tính trong gia đình của họ. Điều này đã mang lại một nền văn hoá thứ cấp là Internet với những người nổi tiếng trên toàn cầu, những câu nói và các thuật ngữ kỹ thuật của riêng nó.

## Hình ảnh tĩnh và tranh phong cảnh
Không chỉ tạo ra các dạng hình ảnh hoạt hình, công nghệ mô phỏng hình ảnh bằng máy tính còn tạo ra các bức tranh phong cảnh trông rất tự nhiên, thí dụ như các tranh phong cảnh phân dạng thông qua các thuật toán máy tính. Một cách đơn giản để tạo ra các bề mặt phân dạng là sử dụng một phiên bản mở rộng của phương pháp mạng lưới ba bên, dựa trên việc xây dựng các trường hợp đặc biệt của đường cong de Rham, ví dụ như đổi chỗ trung điểm. Ví dụ, thuật toán có thể bắt đầu với một hình tam giác lớn, sau đó phóng to bằng hàm đệ quy bằng cách chia nó thành bốn tam giác Sierpinski nhỏ hơn, rồi nội suy độ cao của mỗi điểm dựa vào điểm gần nhất với nó. Tạo ra bề mặt Brownian không chỉ bằng cách thêm sự nhiễu loạn mỗi khi các điểm mới được tạo ra, mà còn bằng cách thêm các nhiễu loạn phụ ở nhiều cấp độ khác nhau trong mạng lưới. Từ đó một bản đồ đo vẽ địa hình với nhiều độ cao thay đổi có thể được tạo ra bằng cách sử dụng các thuật toán phân dạng tương đối đơn giản. Một số loại phân dạng điển hình và dễ lập trình sử dụng trong công nghệ CGI là phân dạng plasma và phân dạng đứt đoạn, vốn ít thực tế hơn.
Một số lượng lớn các kỹ thuật riêng biệt đã được nghiên cứu và phát triển để tạo ra các hiệu ứng mô phỏng máy tính có độ tập trung cao, ví dụ như việc sử dụng các hình mẫu riêng biệt, đại diện cho sự bào mòn hoá học của đá để tượng trưng cho sự xói mòn và tạo ra một "vẻ bề ngoài cũ kĩ" cho một bề mặt đá cho trước.

## Các khung cảnh kiến trúc

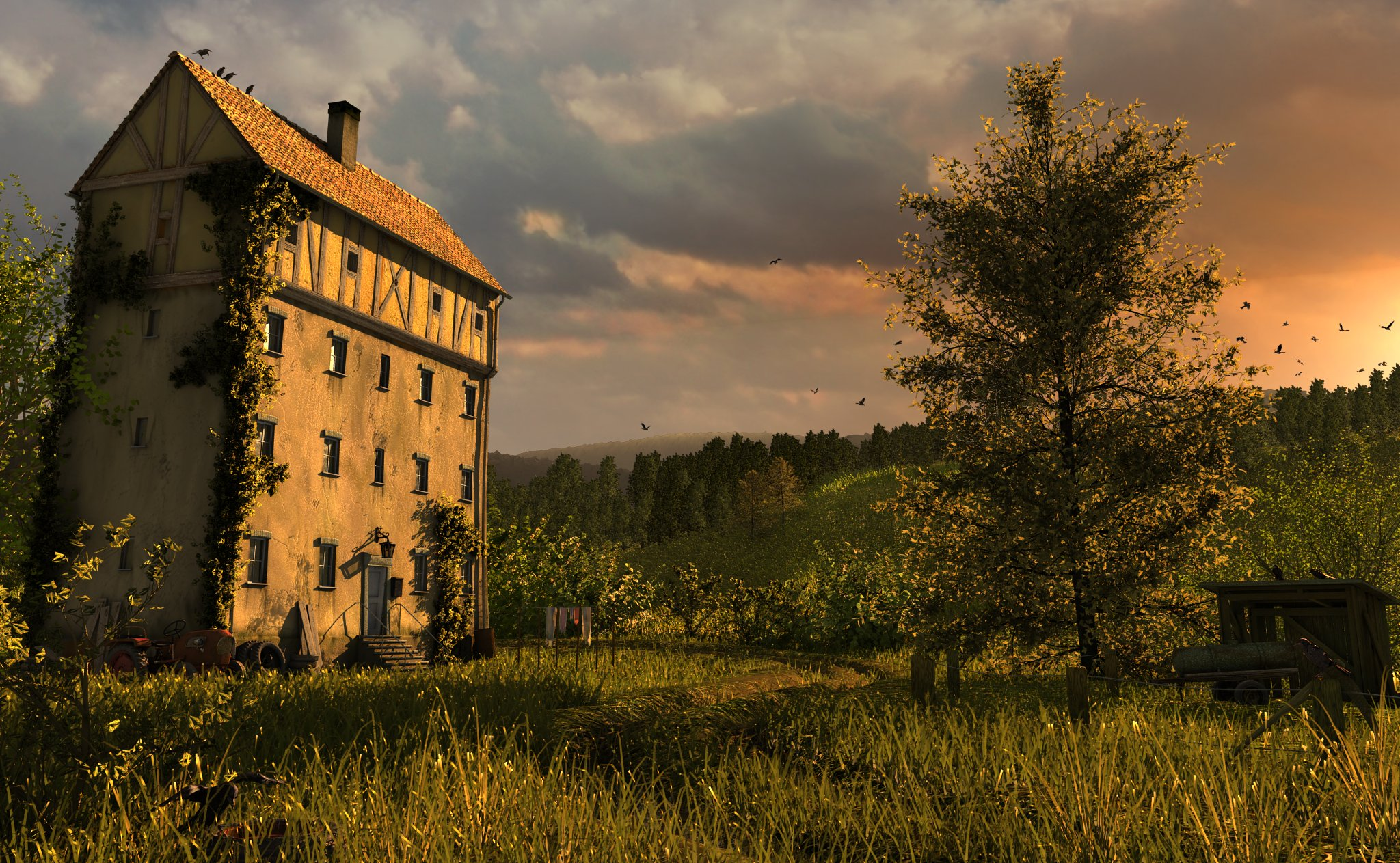
Một bức ảnh mô phỏng bằng máy tính thể hiện một ngôi nhà, được tạo bằng phần mềm Blender.

Các kiến trúc sư hiện đại sử dụng các dịch vụ của các hãng đồ hoạ máy tính nhằm tạo ra các mẫu vẽ ba chiều cho cả khách hàng và thợ xây. Các mẫu vẽ mô phỏng bằng máy tính có thể sẽ chính xác hơn các bản vẽ truyền thống. Hoạt hình kiến trúc (vốn cung cấp các đoạn phim hoạt hình về các toà nhà, thay cho các ảnh tương tác) cũng có thể được sử dụng để quan sát những mối quan hệ có thể xảy ra của một toà nhà với môi trường và các công trình xung quanh. Việc kiến tạo các không gian kiến trúc mà không dùng giấy và bút chì hiện đã được chấp nhận rộng rãi với nhiều hệ thống thiết kế kiến trúc có sự hỗ trợ của máy tính.
Các công cụ tạo mẫu kiến trúc cho phép các kiến trúc sư hoạt hoạ trực quan một không gian cụ thể và có thể "đi trong" không gian ấy với độ tương tác cao, từ đó mang lại "các môi trường tương tác" cả ở cấp độ đô thị và các toà nhà riêng lẻ. Các ứng dụng cụ thể trong kiến trúc không chỉ bao gồm đặc điểm kỹ thuật của các cấu trúc toà nhà như tường và cửa sổ, mà còn có các hiệu ứng ánh sáng và thấy được ánh nắng mặt trời tác động thế nào tới một thiết kế cụ thể vào các thời điểm khác nhau trong ngày.
Các công cụ tạo mẫu kiến trúc ngày nay ngày càng dựa trên Internet nhiều hơn. Tuy nhiên, chất lượng của các hệ thống dựa trên Internet vẫn còn thua kém so với các hệ thống tạo mẫu nội bộ phức tạp.
Trong một số ứng dụng, các hình ảnh kiến tạo bằng máy tính được dùng để tái tạo lại hình ảnh trong quá khứ của một công trình kiến trúc lịch sử nào đó. Thí dụ, một phiên bản dựng lại bằng máy tính của một tu viện ở Georgenthal của Germany dựa trên những tàn tính của tu viện này, cho phép người xem được "thấy và cảm nhận" tu viện đó trông như thế nào vào thời xưa.

## Các mẫu vẽ kết cấu

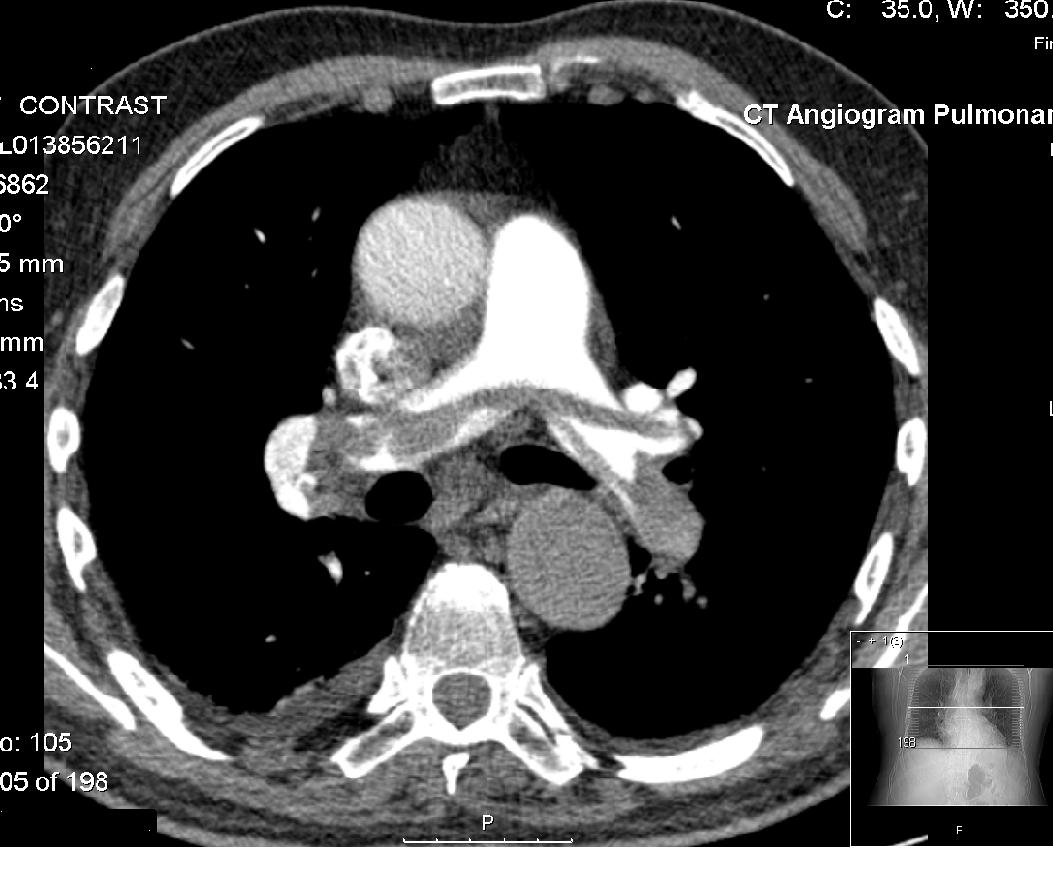
Một hình ảnh X-quang chụp sọ não của một bệnh nhân đã chỉnh sửa bằng máy tính

Các mẫu vẽ mô phỏng bằng máy tính sử dụng trong hoạt hình phác thảo thường không phải lúc nào chính xác về kết cấu. Tuy nhiên, các tổ chức như Viện điện toán khoa học và hình ảnh (Scientific Computing and Imaging Institute) đã phát triển các mẫu dựa trên máy tính có độ chính xác về mặt kết cấu cao. Các mẫu vẽ kết cấu mô phỏng bằng máy tính có thể sử dụng cả cho mục đích giảng dạy và thực hiện. Đến thời điểm này, các hình ảnh y học do một nhóm họa sĩ sản xuất tiếp tục được các sinh viên ngành Y sử dụng, như các bức ảnh của Frank Netter, như các bức ảnh về tim. Tuy nhiên, khá nhiều các mẫu vẽ kết cấu trực tuyến đang sẵn có ngày càng nhiều.
Một bức ảnh X-quang của một bệnh nhân không phải là một bức ảnh mô phỏng bằng máy tính, kể cả trường hợp các tia X đã được kĩ thuật số hoá. Tuy nhiên, trong các ứng dụng bao gồm cả quét CT, một mô hình ba chiều được tự động tạo ra từ một số lượng lớn các tia X đơn siêu mỏng, tạo ra một "ảnh mô phỏng máy tính". Các ứng dụng bao gồm ảnh cộng hưởng từ cũng mang lại một số các "ảnh chụp nhanh" (trong trường hợp này là qua các xung điện từ) để tạo ra một bức ảnh phức hợp về kết cấu bên trong.
Trong các ứng dụng y học hiện đại, các mô hình riêng biệt của bệnh nhân được xây dựng trong "các cuộc phẫu thuật có sự hỗ trợ của máy tính". Ví dụ, trong các cuộc phẫu thuật thay thế toàn bộ đầu gối, việc xây dựng một mô hình chi tiết của một bệnh nhân riêng biệt sẽ giúp lên kế hoạch cho cuộc phẫu thuật chính xác và cẩn thận hơn. Những mô hình ba chiều này thường được trích xuất từ một vài tấm ảnh quét cộng hưởng từ về kết cấu các bộ phận tương ứng của chính bệnh nhân đó. Những mô hình này cũng có thể sử dụng cho một ca cấy ghép van động mạch chủ, một trong những công đoạn chữa bệnh tim. Do hình dạng, đường kính và vị trí của cửa độngmạch/tĩnh mạch vành có thể có những thay đổi rất lớn giữa các bệnh nhân, việctrích xuất (từ các bản quét CT) của một mẫu vẽ mô phỏng gần đúng hình giải phẫu của van tim sẽ rất có tác dụng trong việc lên phương án điều trị.

## Mô phỏng hình ảnh của vải và da

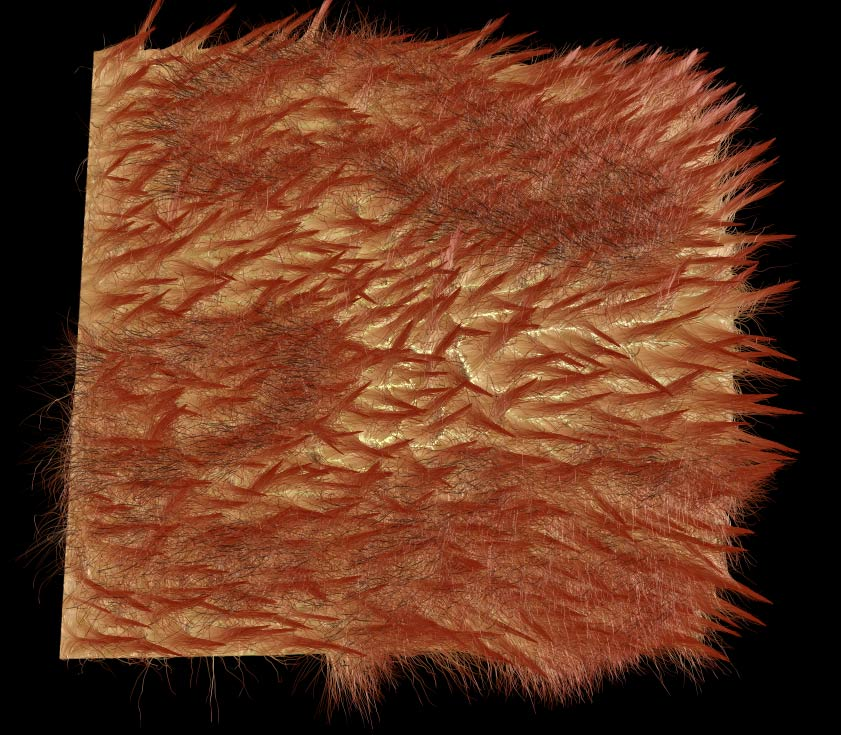
Da lông ướt được mô phỏng bằng máy tính

Các mẫu vẽ của các loại vải thông thường được chia làm ba nhóm: cấu trúc hình học máy móc ở các đường chỉ cắt nhau, thứ hai là cấu trúc cơ học của các tấm vải xếp liên tục có tính đàn hồi và thứ ba là các tính năng hình học vĩ mô của vải. Đến thời điểm hiện nay, tạo vải và quần áo cho một nhân vật kỹ thuật số có thể gấp nếp một cách tự nhiên vẫn còn là thử thách với nhiều họa sĩ hoạt hình.
Cùng với việc sử dụng kỹ thuật này trong phim ảnh, quảng cáo và các loại hình khác của truyền thông/trưng bày đại chúng, các hình ảnh vải và quần áo được tái tạo bằng máy tính hiện được rất nhiều hãng thiết kế thời trang hàng đầu sử dụng thường xuyên.
Thử thách trong việc tái tạo hình ảnh da người bao gồm ba cấp độ "thực tế" khác nhau: hình ảnh thực tế trong việc tái tạo da thật ở dạng tĩnh; tính chất sinh lý thực tế trong việc tái tạo các chuyển động của nó và công năng thực tế trong việc tái tạo các phản ứng của da người trước các tác động từ bên ngoài.

## Sự mô phỏng và trực quan hoá có tính tương tác
Sự trực quan hoá có tính tương tác là một thuật ngữ chung áp dụng cho sự tái tạo dữ liệu có khả năng thay đổi và cho phép người dùng xem dữ liệu đó dưới khía cạnh khác nhau. Các lĩnh vực ứng dụng kĩ thuật này rất rộng, từ việc mô phỏng dòng chảy của những chất lỏng đang chuyển động đến các ứng dụng thiết kế có sự hỗ trợ của máy tính riêng biệt. Dữ liệu tạo ra được có thể tương đương với những hình ảnh thực tế riêng biệt nào đó mà chúng thay đổi khi có người dùng tương tác với hệ thống, ví dụ như các loại mô phỏng như hệ thống mô phỏng bay sử dụng thêm các kĩ thuật của công nghệ CGI nhằm tượng trưng cho thế giới bên ngoài.
Ở mức độ trừu tượng, quá trình trực quan hoá có tính tương tác bao gồm một 'đường ống dữ liệu' ở đó dữ liệu thô được quản lý và xử lý qua thành một định dạng thích hợp cho việc biểu diễn chúng. Đây thường được gọi là "dữ liệu trực quan". Các dữ liệu trực quan này sau đó được sắp xếp thành một "hình biểu diễn trực quan" có thể được đưa vào hệ thống mô phỏng. Đây thường được gọi là "hình biểu diễn có thể mô phỏng được". Bản biểu diễn này sau đó được xử lý thành một hình ảnh có thể trình chiếu cho con người xem được. Khi người dùng tương tác với hệ thống, ví dụ như dùng các cần điều khiển để thay đổi vị trí của họ trong thế giới ảo, dữ liệu thô được chuyển qua ống để tạo một ảnh mới đã biểu diễn, do đó làm cho hiệu suất xử lý của máy tính trong thời gian thực trở thành chìa khoá quan trọng trong các ứng dụng dạng này.

## Hoạt hình máy tính
Trong khi các hình ảnh phong cảnh được tái tạo bằng máy tính có thể ở dạng tĩnh, thuật ngữ hoạt hình máy tính chỉ áp dụng với các hình ảnh động ghép lại thành một bộ phim hoàn chỉnh. Tuy nhiên, nói chung, thuật ngữ hoạt hình máy tính ám chỉ tới các hình ảnh động nhưng không cho phép tương tác với người dùng, và thuật ngữ thế giới ảo được sử dụng với các môi trường hoạt hình có sự tương tác cao.
Hoạt hình máy tính chủ yếu là một người kế nhiệm kỹ thuật số của nghệ thuật hoạt hình stop motion (tự chuyển động) của các mô hình 3D và hoạt hình frame-by-frame (từng khung hình) của các hình vẽ minh hoạ 2D. Các phim hoạt hình mô phỏng bằng máy tính có khả năng điều khiển tốt hơn các quá trình thực hiện thực tế, thí dụ như dựng các mô hình nhỏ cho các cảnh quay cần hiệu ứng hay thuê thêm diễn viên cho các cảnh quay có đám đông, và bởi vì nó cho phép tạo ra các hình ảnh không thể thực hiện được bằng bất kỳ công nghệ nào khác. Nó cũng cho phép chỉ cần một họa sĩ đồ hoạ có thể tạo ra những nội dung như vậy mà không cần đến các diễn viên, đạo cụ đắt tiền.
Để tạo ra ảo giác của sự chuyển động, một hình ảnh được hiển thị trên màn hình máy tính và được liên tục thay thế bởi một hình ảnh mới giống với các ảnh trước, nhưng có thay đổi rất nhỏ về chu trình thời gian (thường ở tốc độ 24 đến 30 khung hình/giây). Kỹ thuật này giống với việc tạo ảo giác chuyển động được thực hiện trên truyền hình hoặc phim ảnh.

## Thế giới ảo

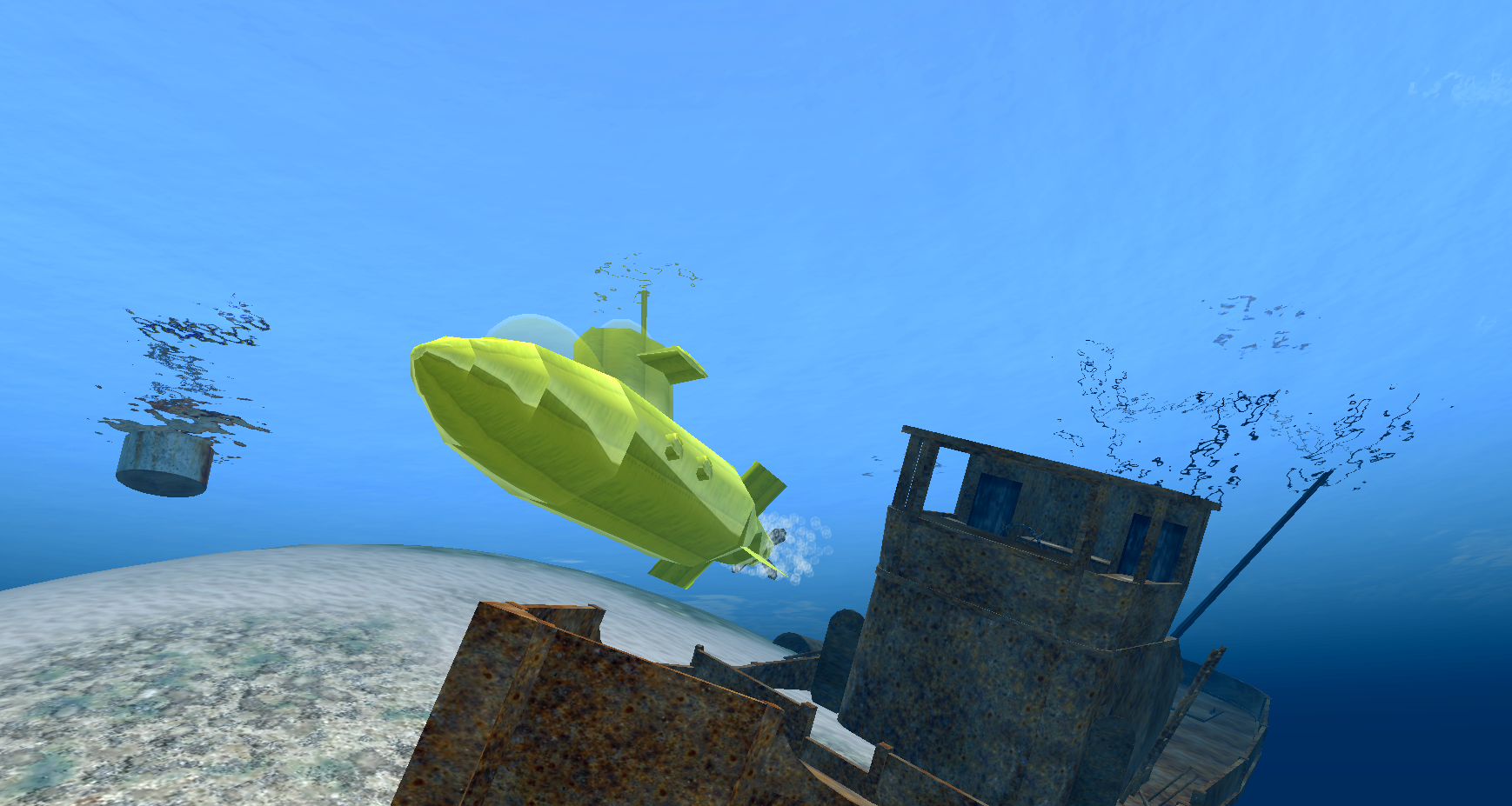
Một chiếc tàu ngầm vàng trong Second Life.

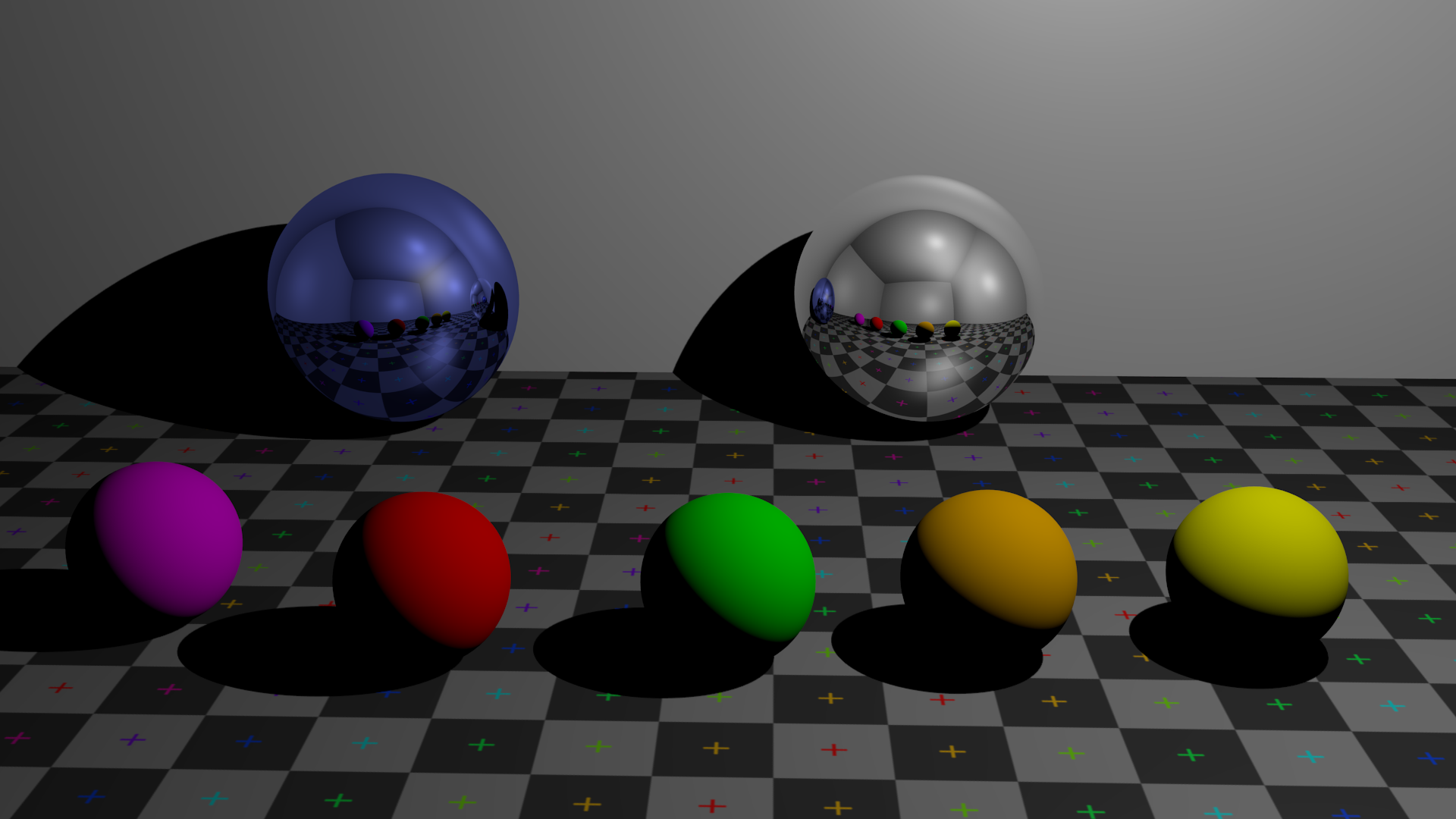
Những quả bóng kim loại

Thế giới ảo là một môi trường mô phỏng cho phép người dùng tương tác với các nhân vật hoạt hình, hoặc tương tác với những người dùng khác thông qua việc sử dụng các nhân hoạt hình được biết đến với tên gọi hình đại diện. Thế giới ảo được tạo ra với ý định cho phép người dùng sinh hoạt và tương tác, và thuật ngữ này giờ đây được sử dụng đồng nghĩa với những môi trường ảo 3D có tương tác, nơi người dùng, dưới dạng các hình đại diện, có thể nhìn thấy nhau trên đồ hoạ một cách trực quan hơn. Các hình đại diện này thường được miêu tả lại đúng theo nguyên mẫu, hoặc các sản phẩm đại diện ở dạng hai chiều hoặc đồ hoạ ba chiều, mặc dù ngày nay cũng có một số hình thức khác (ví dụ như qua nghe/ nói  hoặc chạm). Một số, nhưng không phải tất cả, hỗ trợ cho nhiều người dùng.